# Inhaltssatz
Inhaltssatz (auch: Gegenstands- oder Ergänzungssatz) ist in der deutschen Grammatik eine Bezeichnung für gewisse Nebensätze, die die Rolle von Subjekt oder Objekt zu einem Verb übernehmen. Man spricht dann auch von Subjekt- oder Objektsätzen bzw. allgemeiner von Argumentsätzen. Deutsche Grammatiken sind allerdings nicht einheitlich darin, ob sich ihr Begriff des Inhaltssatzes genau mit diesem Begriff des Argumentsatzes deckt.
Inhaltssätze lassen sich – wie Subjekte oder Objekte auch sonst – durch das Fragewort „was?“ erfragen. Sie geben, vor allem als Objekt eines Verbs, oft den Inhalt dessen an, was man sagt, fragt, vermutet, wünscht usw. Die Herkunft der Bezeichnung „Inhaltssatz“ wird aber auch darauf zurückgeführt, dass es sich um vom Verb verlangte Ergänzungen handelt, so dass der Hauptsatz einen Rahmen mit Leerstelle darin ergibt und der Nebensatz diese Leerstelle mit einem Inhalt füllt.

## Probe zum Nachweis von Inhaltssätzen
Inhaltssätze werden häufig mit bestimmten Konjunktionen wie „dass“ eingeleitet, aber nicht ausschließlich. Insgesamt sind die meisten Einleitungselemente kein eindeutiger Hinweis auf den Status als Inhaltssatz. (Die Konjunktion „dass“ kann z. B. auch bei Ausrufesätzen oder als Teil eines Konsekutivsatzes oder Modalsatzes vorkommen.)
Deutlicher lässt sich ein Inhaltssatz durch Ersetzungen mit Pronomen (es) oder Fragewörtern (was) nachweisen – diese erweisen den Nebensatz dann als Satzglied im übergeordneten Satz (der Inhaltssatz ist also immer ein Gliedsatz):
- „Ich wusste, dass ich diesen Mann schon einmal gesehen habe.“

Ersetzungsprobe für den Objektsatz (dass-Satz): „Was wusste ich? / Ich wusste das.“
- „Ich möchte wissen, warum er sich so aufregt.“

Ersetzungsprobe für den Objektsatz (Fragesatz): „Was möchtest du wissen? / Ich möchte das wissen.“
(Siehe auch die weiteren Beispielsätze im nächsten Abschnitt).
Im Gegensatz zu den Ersetzungen der Inhaltssätze mit was / es / das haben Adverbialsätze Ersetzungen durch Adverbien:
- „Ich bleibe, wo ich bin.“

Ersetzung für den adverbiellen Nebensatz: „Ich bleibe da / dort / hier.“ — NICHT: „Ich bleibe das.“
Das letzte Beispiel zeigt, dass Inhaltssätze nur an ihrem grammatischen Verhalten erkannt werden können, nicht immer an der Form ihres Einleitungselements: Der obige wo-Satz ist ein Adverbialsatz, da er als Ortsangabe dient; jedoch kann mit wo auch ein Inhaltssatz gebildet werden, wenn es bei einem passenden Verb eine indirekte Frage einleitet (so wie in dem Beispiel davor mit Ich möchte wissen,...).

## Grammatische Form von Inhaltssätzen
Generell akzeptiert ist, dass folgende drei Formen von Nebensätzen Inhaltssätze bilden können:
- Konjunktionalsatz mit dass oder ob: „Es ist bekannt, dass der Tag 24 Stunden hat.“

(Der Inhaltssatz ist das Subjekt zum Prädikat „ist bekannt“).
- Indirekter Fragesatz mit Fragepronomen / Frageadverb: „Man fragt sich, warum er diesen Vorschlag gemacht hat.“

(Der Inhaltssatz ist das Objekt zum Verb „sich fragen“).
- Infinitivsatz: „Die Schüler stellen sich darauf ein, keine Hausaufgaben zu bekommen.“

(Der Inhaltssatz gehört zu einem Präpositionalobjekt, eingeleitet von (dar)auf, das wiederum abhängig ist von dem Verb „sich einstellen“).

## Problem- und Grenzfälle
Neben Konjunktional-, Frage- und Infinitivsätzen können auch Relativsätze (nämlich als freie Relativsätze) Subjekt oder Objekt eines Verbs sein, zum Beispiel:
- „Wer Visionen hat, sollte zum Arzt gehen.“

Ersetzungsprobe für den Subjektsatz (Subjekt im Nominativ): „Wer sollte zum Arzt gehen?“ / „So jemand sollte zum Arzt gehen.“
Dennoch werden Relativsätze zumindest von der Dudengrammatik ausdrücklich gegen Inhaltssätze abgegrenzt. Die Dudengrammatik definiert Inhaltssätze als Nebensätze, die weder relativ noch adverbiell sind. Wenn diese Definition zugrunde gelegt wird, ergibt sich ein Unterschied zwischen den Begriffen Inhaltssatz und Argumentsatz (letzterer Begriff ist dann allgemeiner).
Nach der eben genannten Klassifikation der Dudengrammatik können auch Prädikativnebensätze (also Sätze, die nach einem Kopulaverb wie sein oder werden auftreten) Inhaltssätze sein (sofern sie keine Relativsätze sind). Da Prädikativa keine Objekte im strengen Sinne sind (sondern nur Komplement der Kopula), können Prädikativnebensätze jedoch auch von Inhaltssätzen abgegrenzt werden.